# Army Men: Toys in Space
Army Men: Toys in Space, được biết đến ở châu Âu với tên gọi Army Men in Space, là trò chơi điện tử thuộc thể loại chiến thuật thời gian thực với góc nhìn từ trên xuống và là phần thứ ba của dòng Army Men do hãng The 3DO Company đồng phát triển và phát hành dành riêng cho Microsoft Windows ở Bắc Mỹ vào cuối năm 1999 và ở châu Âu vào đầu năm 2000. Đây là phiên bản duy nhất có sự xuất hiện của nhân vật Tina Tomorrow và Space Aliens và cũng là bản lấy bối cảnh diễn ra hoàn toàn trong thế giới thực.

## Bối cảnh
Ngay khi Quân đội Green ký hiệp ước với Tina Tomorrow và Đội quân Không gian (Space Troopers) của cô, Người ngoài hành tinh Không gian (Space Aliens) tà ác xâm lược và hợp tác với Quân đội Tan. Nhiệm vụ của Sarge là giúp Tina và quân đội của cô tiêu diệt đạo quân người ngoài hành tinh.

## Cốt truyện
Cuộc đại chiến giữa hai quốc gia Green và Tan đã xé lẻ thành các cuộc giao tranh và các nhiệm vụ trinh sát cho cả hai bên, để lại những người lính ít có hành động nào mới hoặc các yếu tố chiến đấu không rõ. Bế tắc này đã kết thúc đột ngột khi một chiếc đĩa giống như tàu vũ trụ từ ngoài không gian bị nạn rơi vào sâu trong lãnh thổ phe Tan (trớ trêu thay, trực tiếp trên đầu boongke Bộ Tư lệnh Tan). Quân Tan được huy động và tới chào đón nhóm phi công ngoài hành tinh vô danh khi họ vừa bước ra khỏi con tàu bị bắn rơi, thế nhưng Tướng Plastro đã kịp nhận ra tiềm năng của việc sử dụng công nghệ tiên tiến của người ngoài hành tinh để tạo lợi thế của họ trong cuộc chiến với Green, liền ra lệnh cho người của mình đứng yên và bắt đầu thảo luận về các điều khoản với người ngoài hành tinh.
Trong khi đó, Sarge vừa rời khỏi nhóm cũ của mình và chỉ huy các học viên hàng đầu về nhiệm vụ xâm nhập lãnh thổ phe Tan, anh hoàn toàn không hay biết những sự kiện xảy ra với người ngoài hành tinh. Ngay sau đó viên Tư lệnh quân Green mãi sau mới phát hiện ra sự gia tăng ồ ạt các hoạt động của Tan xung quanh vụ phi thuyền bị nạn, bèn gửi Sarge và một nhóm biệt kích trang bị vũ khí hạng nặng tới phá hủy nó. Bất chấp hàng ngũ dày đặc binh lính phe Tan, Sarge vẫn sử dụng vị trí một cách cẩn thận để dựng lên hàng rào pháo binh hạng nặng và điều không yểm tới quét sạch lực lượng phe Tan, rồi sau đó xông vào lục soát chiếc phi thuyền trống rỗng và đặt chất nổ phá hủy nó. Khi con tàu chìm trong biển lửa thì đột nhiên một tiểu đoàn đông đảo viên binh Tan tràn tới, chia cắt Sarge và lính của anh rồi bắt đầu bắn phá vị trí phòng ngự của quân Green. Rồi khi quả bom phát nổ xung quanh họ thì Sarge lại nhận được một mẫu truyền tin bị cắt xén từ một người không rõ danh tính, thúc giục họ đến một địa điểm riêng biệt gần căn cứ để thoát khỏi đấy, sau đó đề nghị họ tham gia trước khi phe Tan có thể liên minh với người ngoài hành tinh. Nhóm của Sarge đã chạy vào vị trí và tìm kiếm một đường hầm dưới lòng đất để trốn tiếp.
Sâu dưới lòng đất, nhóm của Sarge liên lạc với một nhóm các toán biệt đội giữa các thiên hà là quân đội Thiên Hà dưới sự chỉ huy của Tina Tomorrow, cũng là một trong những người gửi tin nhắn và cứu họ thoát khỏi những xe chiến đấu của quân Tan. Sau đó họ thoát ra khỏi lối vào khác thì ngay tại đây đã phát hiện ra những binh lính người ngoài hành tinh có dáng vẻ cao to, da màu cam và đôi mắt đen, được tranh bị những khẩu súng laser và may mắn thoát được. Khi Sarge và Tina kể lại câu chuyện của họ với giới chức Green thì Plastro đã thành công trong việc giành được lòng tin của người ngoài hành tinh. Hắn ra lệnh cho tòa bộ người vũ trụ được tăng cường tấn công vào thủ đô của phe Green, tiêu diệt các đơn vị biên phòng và gây thương vong nặng nề với các cuộc không kích được tiến hành dễ dàng. Tuy nhiên, Sarge đã cố tập hợp lại những đơn vị quân bị phân tán và sau khi giải cứu những cư dân bị mắc kẹt trong thủ đô, họ trốn thoát thành công đến một nơi ẩn náu cùng dân chúng và mang họ đến nơi an toàn, trên đường đi còn tiêu diệt số lượng lớn quân Tan nhưng suýt nữa đã giành chiến thắng chống lại người ngoài hành tinh.
Nhận ra rằng họ phải tham chiến với đội quân ngoài hành tinh ngay tại quê nhà của chúng nếu muốn hy vọng sống sót, Sarge và Tina nhanh chóng thu thập tàn quân của mình và khi phát hiện một cái cổng dịch chuyển bằng máy phát điện đến thế giới người ngoài hành tinh, họ phải giữ vững nó chống lại liên quân Tan và người ngoài hành tinh và dùng nó để du hành vào không gian bên ngoài, nơi Tina và các Biệt đội Vũ trụ khác đang tham gia vào cuộc chiến với những người ngoài hành tinh. Sarge và Tina tiếp tục cuộc chiến chống lại người ngoài hành tinh và đã đẩy lùi thành công các đồng minh mới của phe Tan ra khỏi Trái Đất, mất đi sự hỗ trợ của đội quân ngoài hành tinh, quân đội bình thường của Tan dần bị đốn ngã dưới sự phản công của phe Green.
Trong một nhiệm vụ tìm kiếm thông tin về vị trí của lãnh đạo quân ngoài hành tinh, Tina biết rằng vị trí của Tổng hành dinh Quân đội Thiên Hà trên hành tinh đã được phát hiện, suýt nữa thì họ đã đến nâng cao cảnh báo trong lúc này để đẩy lùi cuộc tấn công, mặc dù căn cứ phải chịu thiệt hại nặng nề. Khi Tina phát hiện ra vị trí này, cô và Sarge dẫn đầu một cuộc tấn công lớn cuối cùng vào Trung tâm Chỉ huy Người ngoài Hành tinh, tiêu diệt đội cận vệ tinh nhuệ của tên Chúa tể và giết chết hắn với một túi thuốc nổ lớn, hỏa lực và súng laser. Chính Plastro đã chứng kiến tận mắt mọi thứ, cùng với một số ít binh lính và xe tăng đã tháo lui trước chiến thắng của quân Green. Trong khi ấy trên thế giới quê nhà của người ngoài hành tinh, Sarge và Tina chia sẻ một đêm lãng mạn với nhau, rồi anh cùng toán quân còn lại của mình nói lời tạm biệt và trở về Trái Đất tiếp tục cuộc chiến dai dẳng với mối đe dọa xâm lược của phe Tan.

## Đón nhận
Trò chơi nhận được những đánh giá không mấy tích cực theo trang web tổng hợp kết quả đánh giá GameRankings.